# Ryan Kiera Armstrong
Ryan Kiera Armstrong (10 maart 2010) is een Amerikaans actrice. Ze speelde onder andere in de televisieseries Anne with an E en Star Wars: Skeleton Crew.

## Biografie
Armstrong werd geboren in New York als de dochter van Canadese ouders. Haar vader is acteur Dean Armstrong. Ze is de jongste van vijf kinderen.
Armstrong maakte haar acteerdebuut als Minnie May Barry in de televisieserie Anne with an E. Deze rol vertolkte ze van 2017 tot 2019. Op achtjarige leeftijd maakte ze haar filmdebuut in de dramafilm The Art of Racing in the Rain, waarin te zien was naast Kevin Costner, Milo Ventimiglia, Amanda Seyfried en Gary Cole.
In 2022 speelde Armstrong het titelpersonage in Firestarter. Voor deze rol werd ze genomineerd voor een Razzie voor slechtste actrice tijdens de Golden Raspberry Awards 2022. Hier kwam veel kritiek op vanwege het feit dat Armstrong ten tijde van de nominatie slechts twaalf jaar oud was. De organisatie van de Razzies bood als reactie hierop publiekelijk haar excuses aan en trok de nominatie van Armstrong in. Ook werden de regels aangepast, waardoor minderjarigen niet langer konden worden genomineerd voor een Razzie.
In 2024 vertolkte Armstrong de rol van Fern in de Disney+ science-fiction televisieserie Star Wars: Skeleton Crew.

## Filmografie

### Films
| Jaar | Film                          | Rol                  | Opmerkingen |
| ---- | ----------------------------- | -------------------- | ----------- |
| 2019 | The Art of Racing in the Rain | Zoe Swift            | Filmdebuut  |
| 2019 | It Chapter Two                | Victoria Fuller      | [ 5 ]       |
| 2020 | The Glorias                   | Jonge Gloria Steinem | [ 6 ]       |
| 2020 | Wish Upon a Unicorn           | Mia Dindal           |             |
| 2021 | Black Widow                   | Jonge Antonia        |             |
| 2021 | The Tomorrow War              | Jonge Muri Forester  | [ 7 ]       |
| 2022 | Firestarter                   | Charlie Mcgee        | [ 8 ]       |
| 2022 | Wildflower                    | Jonge Bea            |             |
| 2023 | The Old Way                   | Brooke               |             |

### Televisie
| Jaar      | Serie                                    | Rol                  | Extra                       |
| --------- | ---------------------------------------- | -------------------- | --------------------------- |
| 2017–2019 | Anne with an E                           | Minnie May Barry     | Terugkerende rol            |
| 2018      | The Truth About the Harry Quebert Affair | Jonge Nola Kellergan | Miniserie; terugkerende rol |
| 2021      | American Horror Story: Red Tide          | Alma Gardner         | Anthologieserie; hoofdrol   |
| 2024      | Star Wars: Skeleton Crew                 | Fern                 | Hoofdrol                    |